# Metazygia tanica
Metazygia tanica là một loài nhện trong họ Araneidae.
Loài này thuộc chi Metazygia. Metazygia tanica được Herbert Walter Levi miêu tả năm 1995.